# Pero xylochromaria
Pero xylochromaria är en fjärilsart som beskrevs av Walker 1860. Pero xylochromaria ingår i släktet Pero och familjen mätare. Inga underarter finns listade i Catalogue of Life.